# Asiraca germari
Asiraca germari är en insektsart som beskrevs av Metcalf 1943. Asiraca germari ingår i släktet Asiraca och familjen sporrstritar. Inga underarter finns listade i Catalogue of Life.